# Gulariya
Gulariya ist eine Stadt im westlichen Terai in Nepal und Verwaltungssitz des Distriktes Bardiya in der Provinz Lumbini.
Die Stadt liegt etwa 3 km von der indischen Grenze und 33 km westlich von Nepalganj. Der Fluss Babai fließt durch die Stadt.
Das Stadtgebiet umfasst 95,14 km².
In Gulariya befindet sich eine Zweigstelle der Tribhuvan-Universität (Babai Campus).

## Einwohner
Bei der Volkszählung 2011 hatten die Stadt Gulariya 55.747 Einwohner (davon 27.972 männlich) in 11.220 Haushalten.